# Mexikói Joker
A Mexikói Joker (Mexican Joker) a South Park című rajzfilmsorozat 298. része (a 23. évad 1. epizódja). Elsőként 2019. szeptember 25-én sugározták az Amerika Egyesült Államokban a Comedy Centralon, míg hazánkban ugyancsak a Comedy Central mutatta be 2020. január 27-én.
Az epizód egyszerre figurázza ki az amerikai bevándorlási hivatal visszásságait, valamint a Joker című film keltette morális pánikot.

## Cselekmény
Az epizód új főcímmel, a "Böcsület Farm" főcímével kezdődik, amelynek a zenéje a korábbinak a country stílusú feldolgozása, és amelyben minden sort Randy énekel (South Park helyett mindenütt Böcsület Farmot mondva), kivéve Kenny sorait, amelyek helyett Törcsi közli, hogy úgy be van tépve, hogy azt sem tudja, mi történik.
Randy körbevezet egy látogatócsoportot a farmon, amely alaposan kinőtte magát, Cartman pedig azt mondja Stannek, hogy szerinte "kurva gyász", hogy elköltöztek, és azt is elmondja, hogy úgy érzi, tönkrement a bolygó, és ők, a gyerekek fognak megfizetni ezért. Randynek feltűnik, hogy kevesebb a rendelés, mint korábban volt, ezért utánajár ennek okának. Elmegy Stephenhez, aki közli, hogy azért nem rendel füvet, mert már magának termeli azt meg. Randy dühöngeni kezd, amikor megtudja ezt, és névtelenül bejelenti, hogy Stephennél egy illegális bevándorló a kertész, akit el is visznek, a gyerekeiket pedig külön fogolytáborba viszik. Cartman végignézi ezt, és izgalmasnak találja, hogy névtelen bejelentésre akárkit elvisznek. Felhívja Kyle-t és követeli, hogy kérjen tőle bocsánatot egy korábbi sérelemért, amit Kyle megtagad. Nem sokkal később fegyveres ügynökök törnek rájuk a bevándolásiaktól és letartóztatják az egész Broflovski-családot, Cartman legnagyobb örömére. Ezalatt Randy arra kényszeríti Stant, hogy olvassa fel a tiltakozását a városi tanács előtt és érje el, hogy tiltsák be a marihuána otthoni termesztését, sikertelenül. Randy erre közli, hogy elege van South Parkból, és neki már csak a Böcsület Farm számít. Később felkeresi őt a MedMan nevű cég, akik szintén a házi marihuána-termesztés ellen kampányolnak, és meggyőzik, hogy fogjanak össze ellene. Törcsi helyteleníti ezt a döntést, mert szerinte a fűtermesztést nem szabad pénzéhes nagyvállalatok kezébe adni, és törülközőnek nevezi Randyt, majd elmegy.
Kyle-t egy fogolytáborba viszik, ahol rajta kívül mindenki mexikói bevándorló. Azonnal feltűnik a hatóságoknak, hogy ő zsidó, mire a tábor vezetője közli, hogy el kell őt tüntetni, mert még emiatt rasszistának nézik őket. Kyle ellenkezik, mert szerinte el kéne engedni az összes gyereket - azzal ugyanis, hogy elszakítják őket a szüleiktől és arra kondícionálják őket, hogy féljenek az Egyesült Államoktól, egy "mexikói Jokert" hoznak létre, aki majd felnőttként bosszút fog rajtuk állni. A tábor vezetői túlreagálják ezt a kijelentését, és az absztrakt kijelentést konkretizálni kezdik és keresik, melyikük lehet Mexikói Joker. Miközben egy kesztyűbáb-műsorral próbálják meggyőzni a gyerekeket, majd elektrosokk-terápiával próbálják kezelni a traumáikat (hogy ne legyenek "flashbackjeik"), újabb busznyi gyerek érkezik, köztük Cartman. Mint kiderül, Jimmy beárulta órán, hogy chatel, mire közölte vele, hogy migránstáborba fogja ezért juttatni, ahogy Kyle-lal is tette, amit Stan meghallott, és ő juttatta be ide. Cartmannek leesik, hogy az egész dologról Kyle-nak a náci koncentrációs táborok jutnak eszébe, miközben Kyle kitalálja, hogyan tudnának kijutni.
Randy teljesen bekattan és árnyként suhanva jár a hátsó kertekben, majd felrobbantja a házi marihuána-ültetvényeket, több ember halálát okozva ezzel. A rendőrség szerint a gyanúsított a Mexikói Joker, aki a hadsereg szerint "nem tárgyal, nem ismer könyörületet, egyszerűen csak félelmet akar kelteni", és mindez egy gyerekkori trauma miatt történt. A tábor hirtelen egy "flashbackbe" kerül, aminek hatására a vezetők úgy érzik, hogy történik valami a gyerekekkel. Megnézik őket, és azt látják, hogy Kyle-ék éppen zsidó hitre térítik őket. Így viszont mindannyiukat el kell engedniük, csakhogy szerintük Mexikói Joker is köztük van. A tábor vezetője erre az összes őrt agyonlövi, elengedi a gyerekeket, majd közli "Mexikói Jokerrel", hogy majd ne feledje, hogy ő mentette meg. Kyle dühösen közli vele, hogy nincs köztük ilyen, hogy Mexikói Joker, mert az majd csak a jövőben dől el, ha egyáltalán, amire a táborvezető közli, hogy akkor ez nem az a flashback volt. Ezalatt Randy egy, a "Keresztapa" című filmre emlékeztető jelenetben közli, hogy ő az egyeduralkodó a fűbizniszben, és többé senki nem nevezheti őt törülközőnek - Sharon mégis ezt teszi.
A stáblista alatt szóló zene változatlan, viszont Randy énekelgeti alatta, hogy "Böcsület Farm".

## Forráshivatkozások
1. ↑  Archivált másolat. [2020. október 25-i dátummal az eredetiből archiválva]. (Hozzáférés: 2024. június 17.)
2. ↑  411MANIA (amerikai angol nyelven). South Park 23.01 Review – ‘Mexican Joker’. (Hozzáférés: 2024. június 17.)